# Adolph Helfferich
Adolph Helfferich (* 8. April 1813 in Schafhausen (Weil der Stadt); † 26. Mai 1894 in Kennenburg) war ein deutscher Philosoph und Kulturhistoriker.

## Leben
Er besuchte ab Herbst 1826 das Seminar Urach, dann ab 1828 das Gymnasium in Stuttgart. Ab Herbst 1830 studierte er als Mitglied des Evangelischen Stifts an der Universität Tübingen Theologie. Wegen seiner Beteiligung in einer Burschenschaft wurde er während der staatlichen Repressalien nach dem Frankfurter Hauptwachensturm mehrfach inhaftiert, was seinen Studienabschluss deutlich verzögerte. Anschließend ging Helfferich im Herbst 1838 als Lehrer nach Frankfurt am Main. Ende 1840 wurde er von der Universität Tübingen in Abwesenheit promoviert; im Folgejahr reiste er zu Studienzwecken nach Paris, wo er auch als Hauslehrer tätig war. Seit 1842 war er Privatdozent und ab 1862 außerordentlicher Professor der Philosophie an der Friedrich-Wilhelms-Universität zu Berlin und lehrte einige Zeit auch an der Kriegsakademie zu Berlin. Daneben unternahm er viele Reisen und war publizistisch tätig. Nachdem er durch eine Erbschaft finanziell unabhängig geworden war, bat er nur zwei Jahre nach seiner Ernennung zum außerordentlichen Professor um seine Entlassung, die ihm auch gewährt wurde. Daraufhin zog er nach München und verbrachte auch in den Folgejahren viel Zeit auf Reisen. Allerdings scheint Helfferich in München zunehmend vereinsamt zu sein und wurde 1873 und erneut 1877 in eine psychiatrische Klinik eingewiesen. Im Jahr 1880 brachten ihn seine württembergischen Angehörigen in die Heilanstalt Kennenburg in Esslingen am Neckar, wo er am 26. Mai 1894 starb.
Helfferich publizierte zu einem breiten Spektrum an philosophischen und kulturgeschichtlichen Themen. Dass ihm eine Karriere im Staatsdienst ebenso wie eine erfolgreiche Universitätskarriere versagt blieb, erklärte sein Neffe Julius Hartmann mit seiner häufigen Abwesenheit durch die zahlreichen Reisen, der freimütigen Äußerung persönlicher Meinungen in seinen publizistischen Veröffentlichungen und generell der Breite seiner Arbeitsgebiete. In Anknüpfung an diese Beobachtungen nahm Helmuth Mojem an, dass sich Helfferich „[m]it seinen eigenwilligen kulturgeschichtlichen Abhandlungen […] irgendwann ins wissenschaftliche Abseits manövriert“ habe.

## Schriften
- Die christliche Mystik in ihrer Entwickelung und in ihren Denkmalen. Friedrich Perthes, Gotha 1842.
- Die Metaphysik als Grundwissenschaft. Ein Leitfaden. Friedrich und Andreas Perthes, Hamburg/Gotha 1846.
- Spinoza und Leibniz oder Das Wesen des Idealismus und des Realismus. Friedrich und Andreas Perthes, Hamburg/Gotha 1846.
- Deutsche Briefe aus Paris. 8 Teile, Flammer und Hoffmann, Pforzheim 1848.
- Belgien in politischer, kirchlicher, pädagogischer und artistischer Beziehung. Flammer und Hoffmann/C. Muquardt, Pforzheim/Brüssel 1848.
- Briefe aus Italien. 3 Bände, J. C. Hinrich, Leipzig 1850–1853.
- Engländer und Franzosen. Eine Parallele. Wilhelm Hertz, Berlin 1852 (2., vermehrte Auflage 1859).
- Kunst und Kunstasyl. Mit einem Sendschreiben an W. von Kaulbach. Th. Chr. Fr. Enslin, Berlin 1853.
- Geschichtsphilosophische und socialistische Systeme. In: Deutsche Vierteljahrs-Schrift. Nummer 61/62, 1853, S. 219–254 und S. 1–102.
- Der Organismus der Wissenschaft und Die Philosophie der Geschichte. F. A. Brockhaus, Leipzig 1856.
- Raymund Lull und die Anfänge der catalonischen Literatur. Julius Springer, Berlin 1858.
- Entstehung und Geschichte des Westgothen-Rechts. Georg Reimer, Berlin 1858.
- Skizzen und Erzählungen aus Irland. Julius Springer, Berlin 1858.
- Der westgotische Arianismus und die Spanische Ketzer-Geschichte. Julius Springer, Berlin 1860.
- Die Kategorien des Rechts auf geschichtlicher Grundlage. Julius Springer, Berlin 1863.
- Der Erbacker. Eine culturgeschichtliche Untersuchung. 2 Bände, F. A. Brockhaus, Leipzig 1865.
- Johann Karl Passavant. Ein christliches Charakterbild. Christian Winter, Frankfurt am Main 1867.
- Turan und Iran. Über die Entstehung der Schriftsprache. Christian Winter, Frankfurt am Main 1868.
- Geschichtliche Forschungen. 2 Bände, Christian Winter, Frankfurt am Main 1871–1873.
- Grundzüge der Culturgeschichte in Abhandlungen. Manuskript vom Verlag J. G. Cotta in Stuttgart 1876 angenommen, aber nie veröffentlicht.